# Wang Rui
Wang Rui (en chino: 王芮; Harbin, 9 de febrero de 1995) es una deportista china que compite en curling.
Ganó una medalla de bronce en el Campeonato Mundial de Curling Femenino de 2025, dos medallas en el Campeonato Mundial de Curling Mixto Doble, en los años 2016 y 2017, y una medalla de bronce en el Campeonato Pan Continental de Curling Femenino de 2024.
Participó en dos Juegos Olímpicos de Invierno, ocupando el cuarto lugar en Pyeongchang 2018 (mixto doble) y el séptimo en Pekín 2022 (torneo femenino).

## Palmarés internacional
| Campeonato Mundial             | Campeonato Mundial        | Campeonato Mundial | Campeonato Mundial |
| Año                            | Lugar                     | Medalla            | Prueba             |
| ------------------------------ | ------------------------- | ------------------ | ------------------ |
| 2025                           | Uijeongbu (Corea del Sur) | Medalla de bronce  | Equipo             |
| Campeonato Mundial Mixto Doble |                           |                    |                    |
| Año                            | Lugar                     | Medalla            | Prueba             |
| 2016                           | Karlstad (Suecia)         | Medalla de plata   | Mixto doble        |
| 2017                           | Lethbridge (Canadá)       | Medalla de bronce  | Mixto doble        |
| Campeonato Pan Continental     |                           |                    |                    |
| Año                            | Lugar                     | Medalla            | Prueba             |
| 2024                           | Lacombe (Canadá)          | Medalla de bronce  | Equipo             |